# Autoserica lydenburgiana
Autoserica lydenburgiana är en skalbaggsart som beskrevs av Brenske 1901. Autoserica lydenburgiana ingår i släktet Autoserica och familjen Melolonthidae. Inga underarter finns listade.